# Drumsö kyrka
Drumsö kyrka är en kyrkobyggnad i stadsdelen Drumsö i Helsingfors.

## Kyrkobyggnaden
Kyrkan invigdes 20 september 1958 och byggdes efter ritningar av Keijo Petäjä från Drumsö. Kyrkan används av både den finska och den svenska församlingen och den rymmer cirka 700 personer. Kyrktornet är cirka 61 meter högt och kröns av ett kors.
På Drumsö finns det en finskspråkig församling, Lauttasaaren seurakunta, medan de svenskspråkiga församlingsmedlemmarna hör till Johannes församling, en av de tre svenska församlingarna i som hör till Helsingfors prosteri.

## Johannes församling
Johannes församling är en svenskspråkig församling som bland annat samarbetar med Johanneskyrkan i Helsingfors.
Församlingen ordnar bland annat en dagklubb för barn, eftermiddagsverksamhet för ettan (eftis), gratis innebandyträningar för alla åldrar och eftermiddagsverksamhet för lite äldre (treor till sexor), som kallas för fritidsklubben.

## Inventarier
- Kyrkans huvudorgel är gjord av Kangasala orgelfabrik 1959 och den har 39 stämmor.
- Kororgeln är gjord av V. Virtanens orgelbyggeri 2000.